# Raionul Sneatîn
Raionul Sneatin (în ucraineană Снятинський район) este unul din cele 14 raioane din regiunea Ivano-Frankivsk din Ucraina, cu reședința în orașul Sneatîn. A fost înființat în anul 1939 după ocuparea Galiției de către URSS și apoi reînființat în 1944, fiind inclus în componența RSS Ucrainene. Începând din anul 1991, acest raion face parte din Ucraina independentă.
Raionul Sniatin are o suprafață de 903 km² și 68.971 locuitori (2001) 

## Istorie
În evul mediu, raionul făcea parte din regatul Halici, fiind apoi incorporat în Regatul Poloniei. Teritoriul actualului raion făcea parte din provincia Pocuția care a fost pentru o vreme sub administrația voivodatului Moldovei. După împărțirea Poloniei în 1772, zona a fost anexată de imperiul Austriac făcând parte din Regatul Galiției și Lodomeriei. După Primul Război Mondial, teritoriul a fost redobândit de Polonia fiind încadrat din punct de vedere administrativ in Voivodatul Stanisławów. În 1939 a teritoriul a fost ocupat de Uniunea Sovietică, fiind recucerit de Germania în 1941 și încadrat în Guvernământul General, făcând parte din cercul Stanislau al regiunii Galiția. După 1944 raionul Sniatin a fost reînființat și a fost inclusă în componența RSS Ucrainene. Începând din anul 1991, acest raion face parte din Ucraina independentă.

## Demografie
Componența lingvistică a raionului Sneatîn
     Ucraineană (99,47%)
     Alte limbi (0,46%)
Conform recensământului din 2001, majoritatea populației raionului Sneatîn era vorbitoare de ucraineană (99,47%), existând în minoritate și vorbitori de alte limbi.

## Geografie
Raionul Sniatin este situat în partea de sud-vest a regiunii Ivano-Frankivsk. În prezent, raionul se învecinează în partea de sud cu raionul Vijnița, în partea de sud și est cu raionul Cozmeni din Regiunea Cernăuți, în partea de nord cu raionul Colomeea și raionul Horodenka și în partea de vest cu raionul Cosău.

## Localități
Raionul Sneatîn este compus din:
- 2 așezări urbane:

| Orașe și așezări de tip urban |                    |               |                  |               |          |           |
| Nume                          | Nume               | Nume          | Nume             | Nume          | Nume     | Locuitori |
| română                        | ucraineană         | ucraineană    | rusă             | rusă          | poloneză | Locuitori |
| română                        | scriere ucraineană | transliterare | scriere rusească | transliterare | poloneză | Locuitori |
| Sniatin                       | Снятин             | Sneatîn       | Снятын           | Sneatîn       | Śniatyn  | 10.210    |
| Zabolotiv                     | Заболотів          | Zabolotiv     | Заболотов        | Zabolotov     | Zabłotów | 4.129     |

- 47 sate [3], dintre care: 
  - 31 comune sau selsoviete  astfel:

| Comune             |                    |                    |                  |                 |             |           |
| Nume               | Nume               | Nume               | Nume             | Nume            | Nume        | Locuitori |
| română             | ucraineană         | ucraineană         | rusă             | rusă            | poloneză    | Locuitori |
| română             | scriere ucraineană | transliterare      | scriere rusească | transliterare   | poloneză    | Locuitori |
| Balînți            | Балинці            | Balînți            | Балинцы          | Balințî         |             | 1.346     |
| Beleluia           | Белелуя            | Beleluia           | Белелуя          | Beleluia        |             | 1.500     |
| Borșciv            | Борщів             | Borșciv            | Борщев           | Borșcev         |             | 877       |
| Budîliv            | Будилів            | Budîliv            | Будылов          | Budîlov         |             | 1.194     |
| Djuriv             | Джурів             | Djuriv             | Джуров           | Djurov          | Dżurów      | 1.810     |
| Hankivți           | Ганьківці          | Hankivți           | Ганьковцы        | Gankovțî        |             | 1.702     |
| Horișnie Zalucicia | Горішнє Залуччя    | Horișnie Zalucicia | Горишне Залучье  | Gorișne Zalucie | Załucze     | 1.297     |
| Hutir-Budîliv      | Хутір-Будилів      | Hutir-Budîliv      | Хутор-Будылов    | Hutor-Budîlov   |             | 1.187     |
| Illinți            | Іллінці            | Illinți            | Илинцы           | Illinți         |             | 2.366     |
| Kniaje             | Княже              | Kniaje             | Княжье           | Kniaje          |             | 1.476     |
| Krasnostavțî       | Красноставці       | Krasnostavți       | Красноставцы     | Krasnostavțî    |             | 1.093     |
| Kulacikivți        | Кулачківці         | Kulacikivți        | Кулачковцы       | Kulacikovțî     | Kułaczkowce | 1.410     |
| Novoseliția        | Новоселиця         | Novoselîția        | Новоселица       | Novoselița      |             | 1.252     |
| Oleșkiv            | Олешків            | Oleșkiv            | Олешков          | Oleșkov         |             | 596       |
| Popelnîkî          | Попельники         | Popelnîkî          | Попельники       | Popelniki       |             | 1.512     |
| Potociok           | Потічок            | Poticiok           | Поточек          | Potocek         |             | 1.201     |
| Prutivka           | Прутівка           | Prutivka           | Прутовка         | Prutovka        |             | 1.511     |
| Pidvîsoke          | Підвисоке          | Pidvîsoke          | Подвысокое       | Podvîsokoe      |             | 2.519     |
| Rudnîkî            | Рудники            | Rudnîkî            | Рудники          |                 |             | 1.429     |
| Rusiv              | Русів              | Rusiv              | Русов            | Rusov           |             | 1.119     |
| Stețeva            | Стецева            | Stețeva            | Стецова          | Stețova         |             | 3.204     |
| Șevcenkove         | Шевченкове         | Șevcenkove         | Шевченково       | Șevcenkovo      |             | 424       |
| Trostianeț         | Тростянець         | Trostianeț         | Тростянец        | Trostianeț      |             | 1.416     |
| Troița             | Троїця             | Troiția            | Тройца           | Troița          |             | 1.898     |
| Tulukiv            | Тулуків            | Tulukiv            | Тулуков          | Tulukov         |             | 971       |
| Tuceapî            | Тучапи             | Tuceapî            | Тучапы           | Tuceapî         |             | 542       |
| Ustia              | Устя               | Ustia              | Устье            | Ustie           |             | 1.244     |
| Vîdîniv            | Видинів            | Vîdîniv            | Видынов          | Vidînov         |             | 1.148     |
| Vovcikivți         | Вовчківці          | Vovcikivți         | Волчковцы        | Volcikovțî      | Wołczkowce  | 2.304     |
| Zavallia           | Завалля            | Zavallia           | Завалье          | Zavalie         |             | 1.145     |
| Zadubrivți         | Задубрівці         | Zadubrivți         | Задубровцы       | Zadubrovțî      | Zadubrowce  | 1.838     |

- - 13 sate, care nu sunt și selsoviete, adică nu au administrație proprie, astfel:

| Sate               |                                         |                    |                   |                    |          |           |                    |
| Nume               | Nume                                    | Nume               | Nume              | Nume               | Nume     | Locuitori | Comuna             |
| română             | ucraineană                              | ucraineană         | rusă              | rusă               | poloneză | Locuitori | Comuna             |
| română             | scriere ucraineană                      | transliterare      | scriere rusesască | transliterare      | poloneză | Locuitori | Comuna             |
| Borșcivska Turka   | Борщівська Турка                        | Borșcivska Turka   | Борщевская Турка  | Borșcevskaia Turka |          | 265       | Borșciv            |
| Buceacikî          | Бучачки                                 | Buceacikî          | Бучачки           | Buceaciki          |          | 704       | Balînți            |
| Dolișnie Zalucicia | Долішнє Залуччя (Залуччя над Черемошем) | Dolișnie Zalucicia | Долишне Залучье   | Dolișne Zalucie    |          | 1.843     | Horișnie Zașicicia |
| Drahasîmiv         | Драгасимів                              | Drahasîmiv         | Драгасимов        | Drahasimov         |          | 543       | Kniaje             |
| Hlibîciîn          | Хлібичин                                | Hlibîciîn          | Хлебычин          | Hlebîcin           |          | 573       | Borșciv            |
| Homiakivka         | Хом'яківка                              | Homiakivka         | Хомяковка         | Homiakovka         |          | 1.010     | Kulacikivți        |
| Kelîhiv            | Келихів                                 | Kelîhiv            | Келихов           | Kelîhov            |          | 410       | Tulukiv            |
| Liubkivți          | Любківці                                | Liubkivți          | Любковцы          | Liubkovțî          |          | 690       | Oleșkiv            |
| Oreleț             | Орелець                                 | Oreleț             | Орелец            | Oreleț             |          | 795       | Ustia              |
| Rojnevi Polia      | Рожневі Поля                            | Rojnevi Polia      | Рожневые Поля     | Rojnevîe Polia     |          | 424       | Șevcenkove         |
| Stețivka           | Стецівка                                | Stețivka           | Стецовка          | Stețovka           |          | 216       | Stețeva            |
| Trofanovka         | Трофанівка                              | Trofanivka         | Трофановка        | Trofanovka         |          | 704       | Balînți            |
| Tulova             | Тулова                                  | Tulova             | Тулова            | Tulova             |          | 887       | Ustia              |
| Vîșnivka           | Вишнівка                                | Vîșnivka           | Вишневка          | Vișnevka           |          | 102       | Hankivți           |
| Zapruttia          | Запруття                                | Zapruttia          | Запрутье          | Zaprutie           |          | 179       | Zavallia           |
| Zibranivka         | Зібранівка                              | Zibranivka         | Зибрановка        | Zibranovka         |          | 801       | Șevcenkove         |